# Я завжди знатиму, що ви зробили минулого літа
Я завжди знатиму, що ви зробили минулого літа (англ. I'll Always Know What You Did Last Summer) — американський слешер 2006 року. Фільм є третьою частиною франшизи «Я знаю, що ти зробив минулого літа», але в ній немає акторів з перших двох частин, що робить його самостійним продовженням серії.

## Сюжет
Багато років тому, компанія молодих людей, повертаючись після добре проведеного дня на морі, збила на дорозі людину. Для того, щоб уникнути відповідальності, вони вирішили скинути тіло воду і скоріше забути про скоєне. Через деякий час маніяк почав мстити цим молодим людям, вбиваючи їх одного за іншим. В живих залишилися тільки деякі з них. Вся ця історія стала місцевою легендою.
Одного разу кілька підлітків знову зібралися відсвяткувати свято біля моря. Один з молодих телепнів згадав цю легенду і почав зображати з себе маніяка, розмахуючи рибальським гачком. Хлопець так загрався, що випадково вбив одного зі своїх друзів. Так вийшло, що і ця компанія, як і їх попередники, вирішила позбутися тіла, поховавши його в воді. Рівно через рік молоді люди почали отримувати листи, де хтось знав про скоєний ними злочин. І знову почалася кривава помста від чергового маніяка.

## У ролях
| Актор                | Роль            |
| -------------------- | --------------- |
| Брук Невін           | Амбер Вільямс   |
| Девід Петкау         | Колбі Паттерсон |
| Торрі ДеВітто        | Зої Ворнер      |
| Бен Істер            | Ланс Джонс      |
| Сет Паккард          | Роджер Пак      |
| Клейтон Тейлор       | ПіДжей Девіс    |
| Майкл Флінн          | шериф Девіс     |
| КейСі Клайд          | шериф Гафнер    |
| Брітанні Ніколь Лірі | Кім             |
| Старр ЛаПойнт        | Келлі           |
| Дон Шанкс            | рибалка         |